# Cajus Julius Caesar
Cajus Julius Caesar (Rinteln, NSZK, 1951. január 22. –) német erdőmérnök, politikus.

## Politikán kívüli pályafutása
Középfokú tanulmányai 1967-ben fejezte be a lübbeckei reáliskolában. Ezután erdőgazdasági képzésben vett részt, majd 1969 és 1971 között az arnsbergi tartományi erdészeti iskolában tanult, ahol megszerezte főiskolai abszolutóriumát. 1971 és 1974 között kerületi erdészjelölt, majd a második államvizsga letétele után erdőmérnöki diplomát szerzett.
1974-ben a lagei erdészeti hivatal erdőkerületének vezetője lett. 1978-ban a lippei területi erdészeti hivatalhoz került, majd 1980 és 1998 között a kalletali „Kirchberg” erdészeti kerületet vezette.

## Politikai pályafutása
1969-ben lépett be a Fiatal Unióba (Junge Union), a CDU ifjúsági szervezetébe és magába a pártba is. 1990-ben a lippei kerületi pártszervezet elnökévé választották. Caesar 1980 és 1999 között a kalletali községi tanács tagja, 1984 és 1999 között a lippei kerületi gyűlés tagja is.
1998-ban jutott be először a német szövetségi gyűlésbe, a Bundestagba, az észak-rajna-vesztfáliai listáról. Amikor Wolfgang Schäuble akkori frakcióvezetőnek bemutatkozott, Caesarnak kérésére be kellett mutatnia személyi igazolványát, mert nem hitte el, hogy valóban így hívják. Első parlamenti felszólalásakor vastapsot kapott.
2002-ben újra bejutott az alsóházba az állam listájáról. A 2005-ös, előrehozott parlamenti választáson először úgy tűnt, hogy újra mandátumhoz jut, de mivel egy drezdai választókerületben egy képviselőjelölt halála miatt el kellett halasztani a szavazást és a bonyolult német számítási rendszernek köszönhetően végül mégse szerzett mandátumot. 2007 júliusában, Reinhard Göhner CDU-képviselő lemondása után újra tagja lett a Bundestagnak. A két időpont közötti időszakban a lippei római leleteket megmutató múzeumban volt tárlatvezető. Mandátumát 2009-ig viselte. 2011-ben ismét bejutott a Bundestagba, amikor Leo Dautzenberg lemondása után átvette annak mandátumát. A 2013-as Bundestag-választáson pártja észak-rajna-vesztfáliai listájáról szerzett mandátumot.

## Nevének eredete
Vezetéknevének eredetét 1750-ig tudja visszavezetni, elsőként apja kapta a Cajus Julius keresztnevet. Caesar nem tartja valószínűnek, de nem zárja ki, hogy létezik valamiféle vérrokonság közte és a római államférfi, Caius Iulius Caesar között.

## Családja
Nős, három gyermek édesapja, egyik fiát ugyanúgy Cajus Julius Caesarnak hívják.